# Tropocyclops levequi
Tropocyclops levequi – gatunek widłonoga z rodziny Cyclopidae. Nazwa naukowa tego gatunku skorupiaków została opublikowana w 1981 roku przez belgijskiego biologa Henriego J. Dumonta.